# Sütterlin
L'écriture Sütterlin (en allemand : Sütterlinschrift) est une écriture cursive (manuscrite) de la Fraktur allemande, héritée de l'écriture gothique, développée en 1911 par Ludwig Sütterlin. Introduite en Prusse en 1915, elle remplaça la Kurrent et s'est répandue en Allemagne dans les années 1920 et y a été utilisée jusqu'en 1941.

## Alphabet

### Lettres avec Umlaut
- Ä ä:
- Ö ö:
- Ü ü:

### Ligatures
- LL ll :
- TZ tz :
- ST St :
- MM mm :
- NN nn :
- ß :

## Exemples
|  | Bisweilen wird jede Form der deutschen Kur- rentschrift als Sütterlin- schrift bezeichnet. Dies liegt wohl daran, daß die Sütterlinschrift dieje- nige Form der deutschen Kurrentschrift ist, deren Name am bekanntesten ist. Trotzdem ist diese Be- zeichnung unzutreffend, denn es gab die deutsche Kurrentschrift schon lan- ge vor Ludwig Sütter- lin. | Traduction française : On donne parfois le nom de Sütterlin à toutes les formes cursives de l'écriture alle- mande. Cela tient probablement à ce que la Sütterlin est la cursive allemande dont le nom est le plus connu. Cette dénomi- nation est pourtant inexacte, car la cursive allemande exis- tait bien avant Ludwig Sütter- lin. |

|  | Den 3.2.1942. Aufsatz Die S[ch]ule ist aus. Die mächtige Turmglocke hat zwölf geschlagen. In der Ferne heult noch eine Sirene ihre letzten Töhne. Lustig eilen die Kinder die große Tür hinaus, die sich gera- de geöffnet hat, um sie hinauszulassen. Einige trennen sich gleich von der Masse los und, eilend, springen davon. Denn sie haben noch Einkäufe zu besorgen, bevor die Geschäfte geschlossen werden. (...) | Traduction française : Le 3.2.1942. Rédaction. L'école est finie. La grosse cloche a frappé douze coups. Au loin retentissent encore les derniers sons d'une sirène. Joyeusement, les enfants se pressent par la grande porte, qui vient de s'ouvrir pour les laisser sortir. Quelques-uns se détachent tout de suite de la masse et s'en éloignent en courant. Car ils ont encore des achats à faire, avant que les magasins ne ferment. (...) |